# Клочков, Евгений Викторович
Евгений Викторович Клочков (7 июля 1978 — 9 октября 1999) — командир отделения 693-го мотострелкового полка 19-й мотострелковой дивизии Северо-Кавказского военного округа, гвардии младший сержант.

## Биография
Родился 10 июля 1978 года в городе Калуге в семье рабочего. Русский. Окончил школу № 1, учился в профессионально-техническом училище № 6.
Был призван в Российскую Армию. В составе 693-го мотострелкового полка участвовал в боевых действиях на Северном Кавказе.
9 октября 1999 года БМП под командованием гвардии младшего сержанта Клочкова находилась во главе походной заставы манёвренной группы 693-го мотострелкового полка под Бамутом. Боевиков обнаружили на окраине села и рассеяли. Прицельным огнём уничтожили пятерых. Поняв, что разведчики одни и движутся далеко оторвавшись от основных сил, боевики осмелели и открыли шквальный огонь. Первые атаки были отбиты. Евгений Клочков, в пылу боя заметил снайпера, который выцеливал лейтенанта Ковтуна — единственного офицера. Солдат, рванувшись, закрыл своим телом командира. Был тяжело ранен, скончался по дороге в госпиталь.
Указом Президента России от 14 марта 2000 года за самопожертвование при спасении жизни командира гвардии младшему сержанту Клочкову Евгению Викторовичу присвоено звание Герой Российской Федерации посмертно.
Похоронен на родине, в городе Калуге.
Имя Героя России Клочкова Евгения Викторовича присвоено школе, в которой он учился, на здании школы установлена мемориальная доска в школе действует музей.